# 卡尔·舍希林
卡尔·舍希林（德語：Karl Schöchlin，1894年6月13日—1974年11月7日），瑞士男子赛艇运动员。他曾代表瑞士参加1928年夏季奥林匹克运动会赛艇比赛，获得男子双人单桨有舵手金牌。

## 家庭
哥哥汉斯·舍希林。